# Potamocorbula amurensis
Espèce
Synonymes
- Aloidis amurensis (Schrenck, 1867)[1]
- Corbula amplexa A. Adams, 1862[1]
- Corbula amurensis Schrenck, 1861[1]
- Corbula frequens Yokoyama, 1922[1]
- Corbula pustulosa Yokoyama, 1922[1]
- Corbula sematensis Yokoyama, 1922[1]
- Corbula vladivostokensis Bartsch, 1929[1]
- Potamocorbula amurensis takatuayamaensis Ando, 1965[1]

Potamocorbula amurensis est une espèce de mollusques bivalves aquatique de la famille des Corbulidae (ordre des Myida).

## Systématique
L'espèce Potamocorbula amurensis a été initialement décrite en 1861 par le zoologiste russe Leopold Ivanovitch von Schrenck (1826-1894) sous le protonyme de Corbula amurensis.

## Noms vernaculaires
Parmi ses noms vernaculaires on trouve :
- Corbula d'eau saumâtre ;
- Palourde asiatique ;
- Palourde de l'Amour ;
- Palourde surplombante.

## Répartition et habitat
L'aire de répartition indigène de Potamocorbula amurensis comprend la Sibérie, la Chine, la Corée et le Japon, entre les latitudes 53°N et 22°N. Elle s'est également établie dans la baie de San Francisco. Elle vit immergée ou sur les vasières intertidales partiellement enfouies dans les sédiments mous. Elle tolère une large gamme de salinités, allant d'environ une partie à trente-trois parties pour mille. Dans la baie de San Francisco, on la trouve immergée l'hiver à 8°C et en été sur des vasières exposées à 23°C. On pense qu'elle est arrivée là dans les eaux des ballasts et rejetée accidentellement dans la baie vers 1986. 

## Description
Potamocorbula amurensis atteint une longueur d'environ 25 mm. L'umbo est à mi-chemin du côté charnière de la coque et la forme de chaque valve ressemble à un large triangle isocèle avec des coins arrondis. La valve de droite est un peu plus grande que la gauche de sorte qu'elle se chevauche un peu à la marge, ce qui distingue cette espèce des autres palourdes similaires. La surface est lisse avec une faible sculpture concentrique parallèle à la marge. La couleur générale est crème, jaunâtre ou brun clair. Chez les jeunes individus, un périostracum de couleur foncée recouvre la surface externe de chaque valve, mais chez les spécimens plus âgés, cette peau est en grande partie usée, à l'exception de quelques restes ridés au bord de la valve. La partie de la coquille enfouie dans le substrat est propre, alors que la partie exposée est souvent colonisée par d'autres organismes qui le colorent de couleur foncée. 

## Biologie
Potamocorbula amurensis repose semi-immergé dans les sédiments, se fixant au moyen de quelques fils byssaux. Cette espèce présente deux siphons courts, à travers l'un d'eux (le siphon d'inhalation supérieur) l'eau est aspirée dans la coquille. Cette eau passe par les branchies où l'oxygène et les particules alimentaires telles que les bactéries, le phytoplancton et le zooplancton sont collectés. L'eau sort ensuite de la coquille par le siphon inférieur exhalant. Cette palourde devient sexuellement mature à l'âge de quelques mois. Une seule femelle peut produire entre 45 000 et 220 000 œufs. Ceux-ci sont fertilisés à l'extérieur et passent environ 18 jours comme véligères planctoniques larves qui peuvent se disperser dans d'autres zones, avant de se fixer sur le fond marin. 

## Espèces envahissantes
Potamocorbula amurensis suscite des inquiétudes en tant qu'espèce envahissante dans la baie de San Francisco où elle s'est établie dans les années 1980. Elle y a prospéré et, à certains endroits, elle est présente à des densités de plus de 10 000 individus par mètre carré. Elle surpasse les espèces indigènes et perturbe la chaîne alimentaire en filtrant le phytoplancton et le zooplancton de l'eau ce qui prive les poissons juvéniles de leur nourriture planctonique. Autre espèce invasive, le Crabe vert européen, Carcinus maenas, qui est arrivé dans la baie de San Francisco vers 1990, pourrait contrôler Potamocorbula amurensis car il est friand de mollusques, toutefois cela pourrait avoir d'autres conséquences inattendues.

## Étymologie
Son épithète spécifique, composée de amur et du suffixe latin -ensis, « qui vit dans, qui habite », lui a été donnée en référence au lieu de sa découverte, le fleuve Amour qui se jette dans la mer d'Okhotsk. 